# ケナガコナダニ
ケナガコナダニ Tyrophagus putrescentiae (Schrank)は、コナダニの仲間では代表的な種であり、もっとも普通に見られる種である。食品や畳などに大発生することがよくある。それ以外にも生活への影響は幅広い。

## 概要
コナダニ類はよく貯蔵食糧や穀物に大発生することで知られており、本種はその代表的なものである。0.5mmに満たない、半透明なダニである。腹部後方には体長と同じくらいに長い毛が生えている。本種は世界に広く見られ、日本でも全土に普通に見られる。医薬品、畳などに発生することもあり、更に農作物に被害を与える例も知られる。一見では発生しているように見えなくともあちこちに生息しており、アレルゲンになり得ることも知られ、その影響は極めて広範囲に及ぶ。他方でコナダニの類が生活史に持つヒポプス期（hypopus）をケナガコナダニは持たないため、同じ仲間の中でも乾燥には弱い面がある。

## 特徴
体長は雌で0.3-0.4mm、雄では0.2-0.3mm程度、半透明から乳白色をしている。体は厚みのある楕円形で、表皮は柔らかくて全体に滑らかになっており、ただ前体部と後体部の境界に横溝がある。鋏角は太くて短く、歩脚と共にやはり透明。体の後端には7対の後縁毛が生えており、これは体長に等しいほどに長い。対の両側面に暗い色の領域がある。歩脚はいずれも胴長より短い。先端にある爪は1本だけで、肉質の肉盤の袋に包まれる。雄の第4脚?節には2個の小吸盤がある。また第3，第4脚の基節の間にある性門には雌雄ともに2対の吸盤がある。雌では肛門が腹部末端近くにあるが、雄では肛門が腹部後端から離れて性門よりの位置にあり、1対の肛吸盤があるのが目立つ。肛吸盤は雌にはない。

## 性質
繁殖に好適な温度は25-28℃で、10℃以下では繁殖が止まる。しかし7℃程度までならゆっくりと成長を続けられる。40℃を越えると死滅する。湿度は75％が好適で、60％以下では成長が止まり、50％以下になると卵は孵化しなくなる。ダニの飼料の湿度としては15-20％が最適と言われ、10％以下では発育が抑制される。畳の場合、20-30％の湿度が最適である。

## 生活史
コナダニ類は一般に卵、幼虫(歩脚は3対)、第1若虫、第2若虫、成虫という過程をたどる。最適な条件とされる温度27℃、湿度75％では卵から成虫になるまでに10日しかかからず、その繁殖はとても早い。ちなみに24℃では15日、20℃でも20日で成虫になる。
またコナダニ類には第2若虫の時にヒポプスという形態を取るものがあり、これは扁平で厚い外壁を持ち、口器がなくて吸着盤が発達するもので、これによって昆虫にくっついて移動することが出来る。またこの時期のものは乾燥にも強く、そのためにこれを持つものが穀物などに繁殖した際、乾燥させてもこの時期のものが生き延びるために全滅させるのが難しい。ただし本種にはこの時期はない。
食性としては貯蔵食糧に関してはほぼあらゆるものを食べる。そのほか植物の生きた組織を食うこともある。それらに関しては後述の利害の項を参照のこと。
お茶が白っぽくなっているので調べると1gあたりに本種が1000匹以上もいたという記録もある。

## 分布
ダニでもっとも普通な種ともいわれ、日本全国に分布し、また世界共通種である。

## 分類
後述のように同属の種が複数ある。いずれもよく似ており、肉眼では区別不能である。ちなみにこの類は忌避物質として働く警報フェロモンを分泌することが知られ、その種類が種によって異なり、そのためにそれぞれ独特の匂いを発するという。ただしそれによって種を判別するにはヒトの嗅覚が向いていないようである。

## 利害
極めて普通に身近に生息しており、往々に大発生することから、その被害は多方面に出る。

### 食物に対して
本種は広範囲の食品に発生する。例えば削り節、煮干し、砂糖、パン粉、小麦粉、片栗粉、米、七味唐辛子、昆布、きな粉、味噌、はったい粉、そうめん、糠、佃煮、漬物、チーズ、羊羹、ビスケット、落雁、チョコレート、あめ玉があげられている。また、人家に発生するコナダニ類は他にもいくつもの種があり、これらにはそれらも出現する。他方、それらの種は嗜好性があるものが多く、例えばサトウダニ Carpoglyphus tactis は砂糖と味噌、コウノホシカダニ Lardoglyphus konoi は魚の干物に類するものによく出現するのに対して、本種は非常に幅広い食品に出現する。これは消化酵素の活性にも関わりがあり、ムギコナダニ Aleuroglyphus ovatus は多糖類をよく利用し、デンプン分解酵素の活性値が高く、他方で砂糖を好むサトウダニでは砂糖を分解する酵素値が高く、本種の場合、この両者のほぼ中央の値を持つという。
食品ではないが、薬剤でもタンパク質の含まれるもの、デンプン質、乳糖などを含むものに繁殖することもある。家畜飼料での繁殖も起こる。また、様々な微生物を体に着けて食品に入り込むことで、それが増殖して食品の変色や悪臭の発生を引き起こすこともある。

### 農作物への害
農作物への害が知られるようになったのは近年のことである。被害を受ける作物としてはウリ科のもの、キュウリ、メロン、カボチャ、スイカなどで、他にナスが加害されることもある。被害を受けるのは作物が苗の期間で、新芽や若葉から吸汁される。被害部位では多数の小さな穴や白黄色の小さな斑点が生じ、葉や花芽が欠損する。発生源は植物そのものではなく、根元の土壌に切りワラをすき込んだり、油かすや敷き藁をした場合にそれらでダニが発生し、それが植物体に移動して被害を与える。これらの有機物が分解する過程で発生が多く、完全に分解するとその密度は低下する。
なお、北海道では同属で主として作物に発生するものにオンシツケナガコナダニ T. neiswanderi やホウレンソウケナガコナダニ T. similis 、オオケナガコナダニ T. perniciosus が知られている。これらは本種と酷似しており、固定標本で精検しなければ区別は難しい。同様に北海道で作物を害するものに、近縁の別属のものであるニセケナガコナダニ Mycetoglyphus fungiverus がある。
また、シイタケ栽培に被害を与える例も知られる。おが屑米ぬか培地を用いた培養の際、その初期に本種が発生するのだが、その際に本種がシイタケの生長の害となる菌（トリコデルマ属 Trichoderma spp.、ヒポクレア属 Hypocrea spp.）を持ち込み、そのためにキノコの菌糸が成長しなくなる。

### 室内での繁殖
屋内の畳や床の埃の中にも普通に見られる。特に新築家屋によく発生する。畳はその芯のイネワラが発生源となり、半乾きのワラを使うと半年程度で発生が見られるようになる。特にコンクリートに敷かれた畳は繁殖にとって至適とも言える条件となる。ワラそのものがダニの栄養源となり、刈り取られたものが乾燥にかけられる段階で既に繁殖が始まる。畳の内部ではそれ以外にカビの胞子や埃などが栄養源として供給され、また畳の保水性、吸湿性、それにダニの隠れ家としての間隙が多数存在する構造などがダニの繁殖にとって極めてよい環境を作り上げており、畳の縁に白い粉が動いているのが見えるほどに繁殖することがある。
なお、このようなことを日本の家屋の変化と結びつける考え方もある。本来の日本家屋はとても風通しよく作られており、畳も適度に乾燥させられていたものが、近年は遙かに密閉性が高くなり、そのために畳をダニの棲みやすいものにした、という指摘である。

### 人体への影響
ケナガコナダニそのものには人体への悪影響を与える性質はない。血を吸うこともないし、毒成分を持ってもいない。食物には知らない間に繁殖することが多々あり、無自覚に口にする例も多いと思われるが、それによって人体に悪影響を与えてはいないと思われる。ただし本種が体内から検出される人体内ダニ症の原因となった例がある。もっとも症状があってダニが検出されることはあるが、ダニと症状との因果関係は明らかではない。
他方で喘息患者が、ケナガコナダニをアレルゲンとして抗原抗体反応を起こしている場合があることは証明されている。また、本種の直接の害ではないが、本種が大発生するとこれを捕食するツメダニ類が発生することがよくあり、これがヒトを刺して発疹を起こさせることがある。

### 利用される例

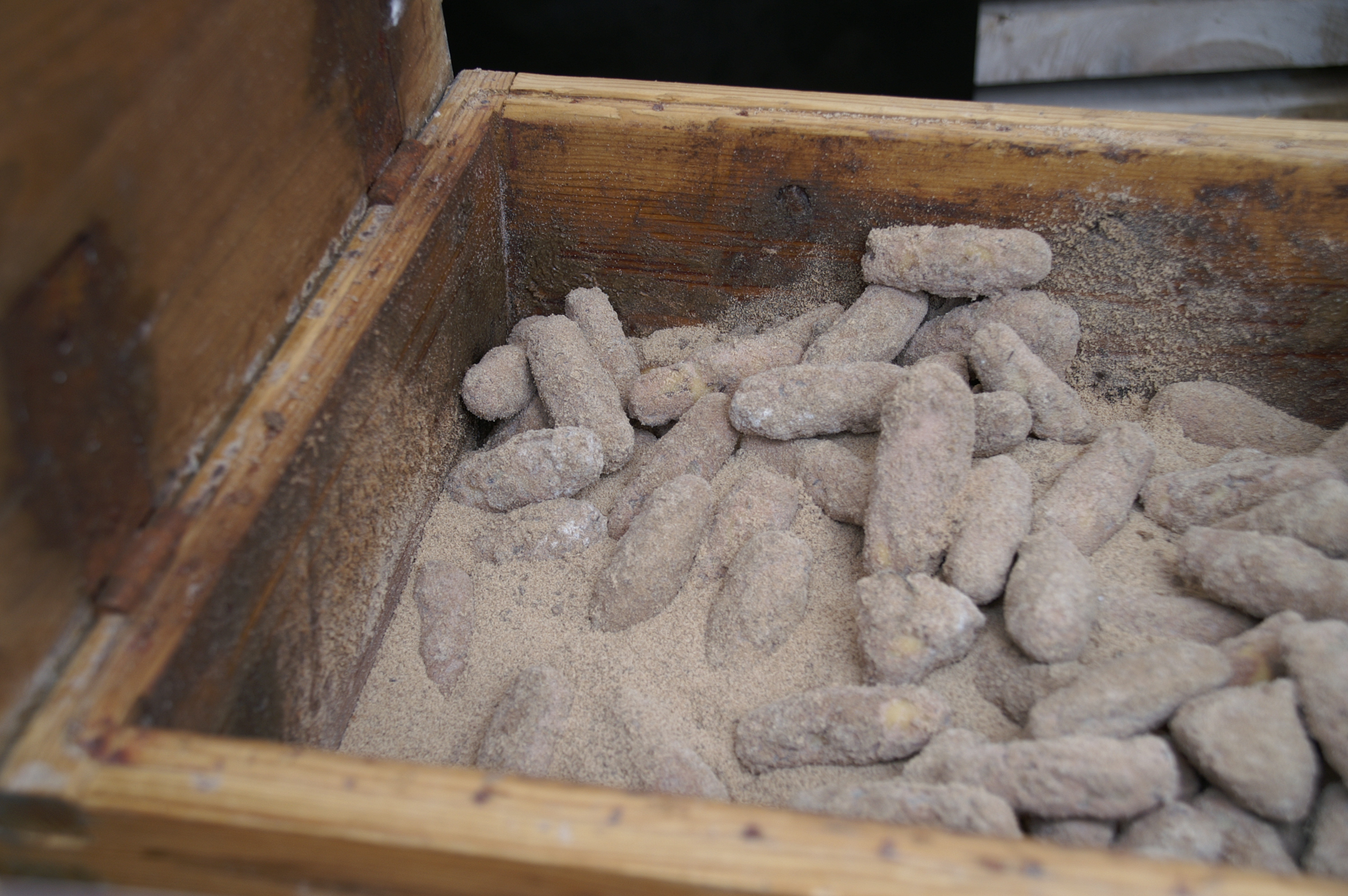
ミルベンケーゼチーズの熟成用保管箱

ヨーロッパではチーズにダニを繁殖させ、熟成に役立てるという。カマンベールのようにカビを生やして熟成させるものではなく、より消極的に熟成させるタイプのチーズでは、その表面にダニが繁殖し、それが生えるカビを食べてその生長をコントロールし、同時に彼等自体も熟成に加担しているとされる。ドイツのそれはチーズコナダニ Tyrolinchus casei とされているが、フランスのものを同定したところ、本種であったという。

## 対策
基本的には本種の発生は望まれないもので、対策は求められるところである。高温や低温、および乾燥に弱いので、これが対応策となる。高温では50℃では約10分で死滅し、低温は0℃で約4日間で死滅する。また室内の湿度を70%以下、食物の含水量を14％以下にすると発生を防ぐことが出来る。